# (78894) 2003 SM49
(78894) 2003 SM49 es un asteroide perteneciente al cinturón de asteroides, descubierto el 18 de septiembre de 2003 por el equipo del Near Earth Asteroid Tracking desde el Observatorio Palomar, California, Estados Unidos.

## Designación y nombre
Designado provisionalmente como 2003 SM49.

## Características orbitales
2003 SM49 está situado a una distancia media del Sol de 2,362 ua, pudiendo alejarse hasta 2,481 ua y acercarse hasta 2,242 ua. Su excentricidad es 0,051 y la inclinación orbital 6,347 grados. Emplea 1325,67 días en completar una órbita alrededor del Sol.
Pertenece a la familia de asteroides de (4) Vesta.

## Características físicas
La magnitud absoluta de 2003 SM49 es 16,35. 